# Jacek Gilewski
Jacek Gilewski (ur. 25 stycznia 1969 w Warszawie) – polski łucznik, olimpijczyk z Barcelony. Syn Edwarda i Jadwigi Rutkowskiej.
W latach 1983–1999 należał do klubu sportowego Marymont Warszawa, gdzie jego trenerem był Adam Pazdyka. Jest absolwentem Technikum Mechanicznego PZL-WZM (1988) i Akademii Wychowania Fizycznego w Warszawie (1997). Jest żonaty, ma dwoje dzieci: syna Juliana (ur. 2001 r.) i córkę Jagodę (ur. 2004 r.).

## Osiągnięcia sportowe
Na początku jego kariera sportowa związana była z pływaniem. Dopiero od 1983 r. zajął się łucznictwem. 
Pięć razy zdobył indywidualnie złoty medal w Halowych Mistrzostwach Polski, a sześć razy drużynowo w Mistrzostwach Polski rozgrywanych na torach otwartych.
W 1992 podczas Igrzysk Olimpijskich w Barcelonie zajął 36. miejsce w wieloboju indywidualnym. Natomiast w wieloboju drużynowym 16. miejsce w rundzie eliminacyjnej, 10. w klasyfikacji końcowej. Razem z nim w drużynie byli: Konrad Kwiecień i Sławomir Napłoszek.